# لی یونگ سو
لی یونگ سو (کره‌ای: 이정수؛ زادهٔ ۸ ژانویهٔ ۱۹۸۰) یک بازیکن فوتبال اهل کره جنوبی است.
وی همچنین در تیم‌های ملی فوتبال کره جنوبی کره جنوبی کره جنوبی بازی کرده‌است.